# Mowdārān
Mowdārān (persiska: موداران, مِی خواران, Mūdārān) är en ort i Iran.   Den ligger i provinsen Hamadan, i den nordvästra delen av landet, 300 km sydväst om huvudstaden Teheran. Mowdārān ligger 1 643 meter över havet och antalet invånare är 205.
Terrängen runt Mowdārān är kuperad åt nordväst, men åt sydost är den platt.Runt Mowdārān är det ganska tätbefolkat, med 104 invånare per kvadratkilometer. Närmaste större samhälle är Nahāvand, 18,1 km sydväst om Mowdārān. Trakten runt Mowdārān består i huvudsak av gräsmarker.